# Podlesie (powiat leżajski)
Podlesie – wieś w Polsce położona w województwie podkarpackim, w powiecie leżajskim, w gminie Grodzisko Dolne.
W latach 1975–1998 miejscowość należała administracyjnie do województwa rzeszowskiego.